# Barbara Ettinger-Brinckmann

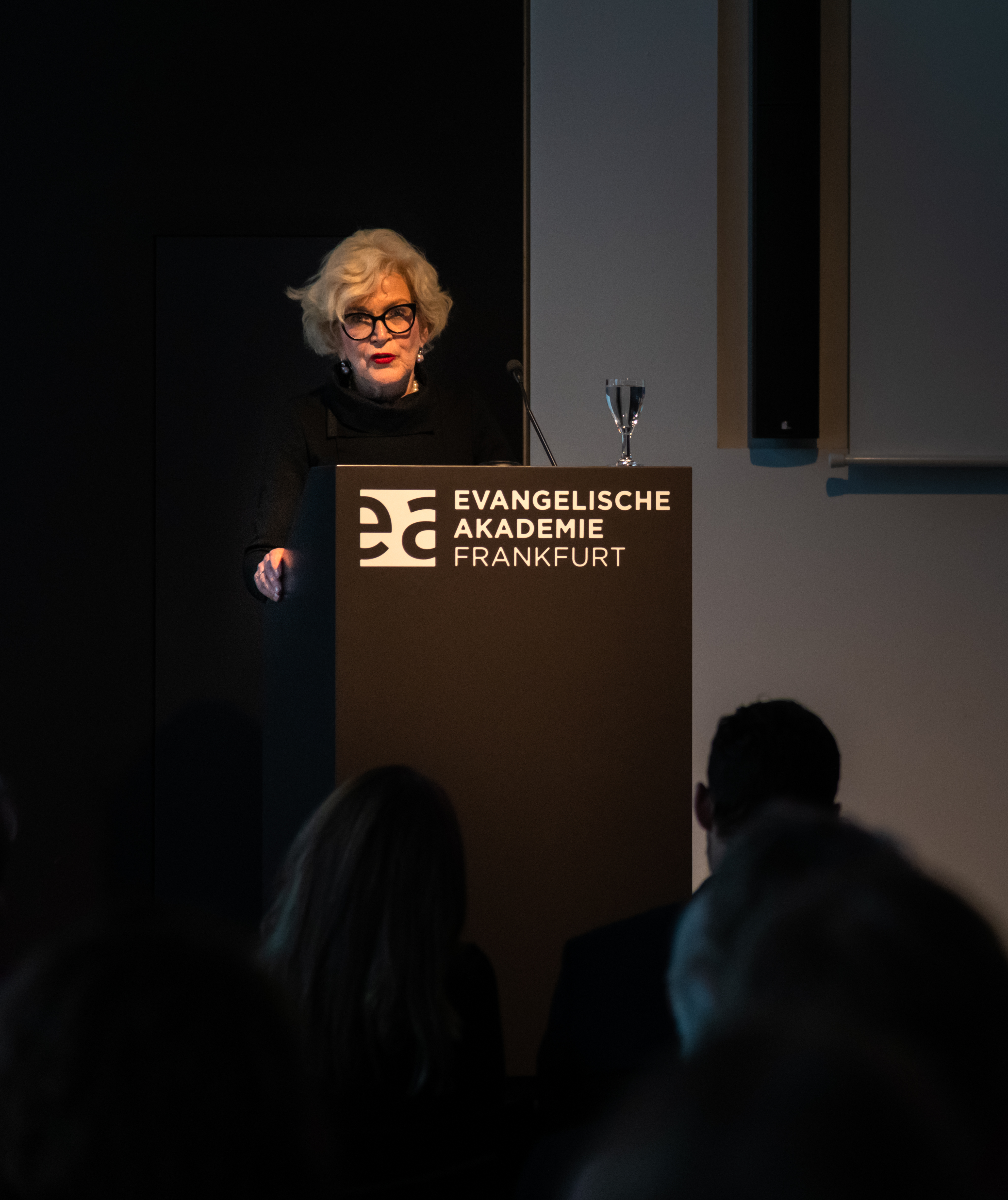
Barbara Ettinger-Brinckmann (2019)

Barbara Ettinger-Brinckmann (* 1950 im Rheinland) ist eine deutsche Architektin. Von 2013 bis 2021 war Barbara Ettinger-Brinckmann Präsidentin der Bundesarchitektenkammer.

## Ausbildung und berufliche Tätigkeit
Barbara Ettinger-Brinckmann studierte von 1969 bis 1974 Architektur an der Universität Stuttgart und war anschließend von 1974 bis 1975 wissenschaftliche Mitarbeiterin am Institut für Städtebau der Universität Stuttgart. Von 1975 bis 1977 war Ettinger-Brinckmann freie wissenschaftliche Mitarbeiterin der Universität Kassel und Mitarbeiterin im Amt für Denkmalpflege der Stadt Kassel. In den Jahren 1977 bis 1980 war sie Mitarbeiterin im Büro für Bedarfsplanung / Arbeitsgruppe Nutzungsforschung (ANF) von Peter Jockusch.
Seit 1980 ist Ettinger-Brinckmann Mitglied in der Architektenkammer Hessen und damit als freischaffende Architektin eingetragen. Im gleichen Jahr wurde sie Partnerin im Büro für Bedarfsplanung / Arbeitsgruppe Nutzungsforschung von Peter Jockusch und Manfred Hegger. 1993 gründete sie ihr eigenes Büro ANP (Architektur- und Nutzungsplanung GbR) in Kassel, seit 1994 gemeinsam mit Michael Bergholter. 2008 wurde das Büro in ANP Architektur und Planungsgesellschaft mbH umbenannt, Barbara Ettinger-Brinckmann und Michael Bergholter wurden als geschäftsführende Gesellschafter eingesetzt, seit 2015 erweitert um die Gesellschafter Harald Pimper, Martin Schmittdiel und Ulrich Walberg. Zum 1. Januar 2021 ist Barbara Ettinger-Brinckmann als Gesellschafterin aus dem Büro ausgeschieden.
Das Büro ANP Architektur und Planungsgesellschaft mbH ist vor allem in der Hochbauplanung tätig, aber auch im Bereich Städtebau/Stadtplanung und im Verfahrensmanagement auch außerhalb Deutschlands. Die Arbeiten im städtebaulichen Bereich decken die Felder Bauleitpläne, Masterpläne, Rahmenpläne und städtebaulicher Entwurf ab. Außerdem arbeitet das Büro auch im Verfahrens- und Wettbewerbsmanagement und betreut Wettbewerbe im Stadtplanungs- und Hochbaubereich nach GRW, RAW und RPW.
Ettinger-Brinckmann ist Mitglied der SPD. Dieser Umstand geriet in Zusammenhang mit der Ernennung des SPD-Politikers Florian Pronold zum Direktor der Berliner Bauakademie in die Diskussion. Ettinger-Brinckmann war als Mitglied der 12-köpfigen Findungskommission an der Entscheidung beteiligt, Pronold zum Direktor der Berliner Bauakademie zu ernennen. Pronold verfügte jedoch nicht über die in der Stellenausschreibung genannten Kompetenzen. Ettinger-Brinckmann wies später darauf hin, sie sei selbstverständlich davon ausgegangen, dass das mit dem Stellenbesetzungsprozess beauftragte Institut eine ordnungsgemäße Überprüfung vorgenommen habe.

## Mitgliedschaften
- Seit 1991 Mitglied im BDA – Bund Deutscher Architekten
- Seit 1998 Initiatorin / Vorsitzende Kasseler Architekturzentrum im Kulturbahnhof bis 2023
- Von 2004 bis 2014 Präsidentin der Architekten- und Stadtplanerkammer Hessen
- Von 2013 bis 2021 Präsidentin der Bundesarchitektenkammer e. V.
- Bis 2020 Mitglied des Aufsichtsrates der „planen-bauen 4.0 – Gesellschaft zur Digitalisierung des Planens, Bauens und Betreibens mbH“
- Von 2016 bis 2021 Mitglied im DIN-Präsidium und im DIN-Präsidialausschuss „Bauen und Gebäude“
- Von 2016 bis 2021 Vizepräsidentin des Bundesverbands Freier Berufe
- Von 2016 bis 2023 Vorsitzende Gestaltungsbeirat Fulda
- Seit 2016 bis 2021 Mitglied im Stiftungsrat der Bundesstiftung Baukultur
- Seit 2021 Vorsitzende des Beirats der Bundesstiftung Baukultur
- Seit 2016 Mitglied der wissenschaftlichen Kommission der Deutschen Stiftung Denkmalschutz
- Seit 2017 Mitglied im wissenschaftlichen Beirat und seit 2021 Mitglied im Vorstand des Instituts für Stadtbaukunst
- Von 2017 bis 2021 Mitglied im Präsidium der Deutschen Gesellschaft für Nachhaltiges Bauen (DGNB)
- Seit 2021 Stell. Vorsitzende des Städtebau- und Gestaltungsbeirats Bonn
- Seit 2024 Mitglied des Beirats für Stadtgestaltung Kiel

## Auszeichnungen
Am 27. September 2019 erhielt Barbara Ettinger-Brinckmann im Rahmen des Deutschen Architektentages das Bundesverdienstkreuz am Bande.

## Veröffentlichungen
- Leitfaden Baugenehmigungsverfahren / Stadt Kassel, Dezernat für Bauwesen, Kassel, 1992
- Die neuen Regelungen für Architekten- und Ingenieurwettbewerbe, Werner, Köln, 2009, ISBN 978-3-8041-2280-2
- Die Landeszentralbank in Hessen, Landeszentralbank in Hessen, Frankfurt am Main, 1988, ISBN 978-3-8041-2280-2